# George Eads
George Coleman Eads III. (* 1. březen 1967, Fort Worth, Texas) je americký herec, nejlépe známý díky roli Nicka Stokese v seriálu Kriminálka Las Vegas. Od roku 2016 hraje v seriálu stanice CBS MacGyver.

## Životopis
Narodil se a vyrůstal v Texasu. Vystudoval marketing, před herectvím pracoval jako prodavač kopírek. Aby se mohl stát hercem, přestěhoval se do Los Angeles. První roli získal v seriálu Savannah. Jeho postava sice zemřela již v pilotním díle, ale stal se populárním, a tak se objevoval v mnoha flashbacích a nakonec se vrátil, když hrál své identické dvojče. Hostoval také v seriálu Pohotovost, hrál ve filmu Crowned and Dangerous s Yasmine Bleeth. Od roku 2000 získává popularitu díky roli Nicka Stokese v seriálu Kriminálka Las Vegas. Od roku 2016 hraje jednu z hlavních rolí v seriálu stanice CBS MacGyver.

## Osobní život
V roce 2011 se oženil s Monikou Casey, v lednu 2014 oznámili, že čekají první dítě. Dvojice se rozvedla v roce 2015.

## Filmografie
| Rok        | Název                          | Role                  | Poznámky    |
| ---------- | ------------------------------ | --------------------- | ----------- |
| 1994       | Dust to Dust                   | Black Wolf            |             |
| 1995       | Podivné náhody                 | J. R. Dean            | 1 díl       |
| 1996       | The Ultimate Lie               | Ben McGrath           |             |
| 1996-1997  | Savannah                       | Nick Corelli          | 18 dílů     |
| 1997       | Crowned and Dangerous          | Riley Baxter          |             |
| 1997-1998  | Pohotovost                     | Greg Powell           | 3 díly      |
| 2000       | Tajemství městečka Springvillu | Gus                   |             |
| 2000       | Grapevine                      | Thumper Klein         | 5 dílů      |
| 2000-dosud | Kriminálka Las Vegas           | Nick Stokes           | 297 dílů    |
| 2002       | Druhá řada                     | Tommy Baker           |             |
| 2002       | Jen procházka v parku          | Adam Willingford      |             |
| 2003       | Muž se srdcem kovboje          | Frank 'Shorty' Austin |             |
| 2004       | Justice League Unlimited       | kapitán Atom (hlas)   | 1 díl       |
| 2008       | Dva a půl chlapa               | George                | 1 díl       |
| 2010-2012  | Young Justice                  | Barry Allen (hlas)    | 5 dílů      |
| 2014       | Gutshot Straight               | Jack                  |             |
| 2016       | MacGyver                       | Jack Dalton           | hlavní role |